# کوه سخت
کوه سخت، روستایی از توابع بخش سرولایت شهرستان نیشابور در استان خراسان رضوی ایران است.

## جمعیت
این روستا در دهستان سرولایت قرار دارد و براساس سرشماری مرکز آمار ایران در سال ۱۳۸۵، جمعیت آن ۷۵۴ نفر (۱۹۵خانوار) بوده‌است.

## دربارهٔ روستای کوه سخت
روستای کوه سخت واقع در سرولایت احاطه شده در میان کوه با طبیعتی بکر و زیبا که دارای ۱۹۵ خانوار و ۷۵۴ نفر طبق سر شماری ۱۳۸۵ می‌باشد شغل مردم کشاورزی و دامداری و قالی بافی می‌باشد این روستا با داشتن بیشترین قالیبافان یکی از بزرگترین روستاهای قالی باف در سرولایت به شمار می‌رود. وجه تسمیه این روستا به این نام به علت کوهستانی بودن دژی احداث شده است که مربوط به دوره سلجوقیان می‌شود که به دژ کوه سخت مشهور بود که همکنون یکی از آثار باستانی به جای مانده از آن دوران به شمار می‌رود به این دژ قلعه کهنه نیز می‌گویند.

## قنات کهنه قلعه
کهنه قلعه قناتی است که در روستای کوه سخت از توابع بخش سرولایت، شهرستان نیشابور در استان خراسان رضوی قرار دارد.
طول این قنات ۱۰۰ متر است و تعداد ۳ میله چاه دارد. عمق مادر چاه این قنات، ۷ متر و فاصلهٔ مظهر تا محل آن ۱۵۰ متر می‌باشد. دبی این قنات ۳ لیتر بر ثانیه است.
تعداد مالکان این قنات ۲۰ نفر می‌باشد و اراضی تحت کشت این قنات ۵ هکتار می‌باشد.